# Prosthechea fuertesii
Prosthechea fuertesii là một loài thực vật có hoa trong họ Lan. Loài này được (Cogn.) Christenson mô tả khoa học đầu tiên năm 2008.